# Uncommon Sense
„Uncommon Sense” (cu sensul de „Simț neobișnuit”) este o povestire științifico-fantastică din 1945 a scriitorului american Hal Clement. În 1996, i s-a acordat retrospectiv Premiul Hugo din 1946 pentru cea mai bună povestire.

## Istoria publicării
„Uncommon Sense” a fost publicată pentru prima dată în ediția din septembrie 1945 a revistei Astounding Science Fiction și a fost inclusă în colecția lui Clement din 1969 Small Changes. Ulterior, a fost publicată în Nebula Awards Showcase 2000. Povestea a fost prima din seria „Laird Cunningham” a lui Hal Clement, urmată de „The Logical Life” („Viața logică”) în 1974, „Stuck With It” în 1976 și „Status Symbol” în 1987. În februarie 2000, toate cele patru povestiri au fost re-publicate în The Essential Hal Clement, Volume 2: Music of Many Spheres (Muzica multor sfere).

## Rezumat
Laird Cunningham este un om bogat căruia îi place să călătorească în lumi îndepărtate în căutarea unor forme de viață bizare. În călătoria din această povestire, Cunningham aude planurile celor doi asistenți ai săi de a jefui nava. Pentru a evita acest lucru, el forțează nava să aterizeze pe o planetă fără nume, o sabotează și scapă, lăsându-i pe asistenți în navă. 
Cunningham explorează și descoperă că planeta este foarte ciudată și orbitează una dintre cele mai feroce stele din galaxie (Deneb). Planeta în sine este destul de asemănătoare cu Luna Pământului, fiind fără aer și cu o dimensiune similară, dar datorită încălzirii zilnice de către soare, terenul este foarte diferit și pare ciudat bătut de vânt. Cunningham investighează, de asemenea, formele de viață locale care includ plante, animale erbivore și carnivore. El taie câteva dintre animale și constată că au metal lichid în loc de sânge și că ochii lor seamănă mai mult cu nasul, în sensul că ochii lor funcționează ca un aparat fotografic fără lentile (stenop) în raport cu moleculele de gaz locale, care în vid se deplasează în linie precum razele de lumină. Cunningham își dă seama că animalele se deplasează mai ales prin miros, deoarece lumina soarelui extrem de strălucitoare și difuză ar împiedica funcționarea simțului optic. 
Refugiindu-se într-o peșteră, Cunningham își urmărește nava și asistenții săi în timp ce aceștia încearcă să o repare, sudând fisurile din exteriorul navei. Cu toate acestea, ei lucrează doar ziua și se întorc în interiorul navei noaptea. Noaptea, Cunningham ucide animalele și le colectează sângele în șanțurile peșterii. Sângele îngheață datorită frigului nopții și el atașează barele mici de metal rezultate pe fisurile rămase în corpul navei sale. A doua zi dimineață, asistenții săi apar pentru a continua sudarea, dar topesc barele de sânge. Mirosul atrage mai mulți prădători locali, iar Cunningham își croiește drum către navă în agitația care izbucnește. Cu toate că asistenții luptă cu ușurință împotriva animalelor extraterestre, Cunningham îi încuie în ecluza navei în timp ce ei încearcă să revină pe navă. Apoi Cunningham trimite un apel SOS și se așează liniștit, deoarece echipa de salvarea va ajunge în câteva ore. 

## Recepție
SF Site a descris „Uncommon Sense” ca o lucrare clasică de hard science fiction, în care povestea se bazează „pe capacitatea protagonistului de a rezolva un puzzle științific în contextul condițiilor unei lumi extraterestre”.

## Vezi și
- 1945 în științifico-fantastic